# Сейдж Коценбърг
Сейдж Коценбърг (на английски: Sage Kotsenburg) е американски сноубордист в дисциплината слоупстайл, носител на златен медал от Зимните олимпийски игри в Сочи 2014 година. Роден е в Кор Дълейн, Айдахо на 27 юли 1993 година. Той е първият атлет, спечелил златен медал на Олимпийските игри в Сочи, както и първият шампион в дисциплината.